# Theo Rossi
Theo Rossi, eg. John Theodore Rossi, född 4 juni 1975 i New York i New York, är en amerikansk skådespelare. Han är troligtvis mest känd för sin roll som Juice i TV-serien Sons of Anarchy.

## Biografi

### Uppväxt
Rossi föddes i Staten Island, New York. Under uppväxten älskade han att köra motocross. Rossi studerade skådespel på Lee Strasberg Theatre Institute i New York, där han också medverkade i flera teateruppsättningar under den korta tid som han var där.

### Karriär
Rossi flyttade till Los Angeles 1999, och visade upp sin mångsidighet i skådespeleri genom att först medverka i TV-reklam för McDonalds, Nissan och Bud Light. Sedan 2001 har Rossi gästspelat i många TV-program som Veronica Mars, Bones, Boston Public, Drömmarnas tid, Heist, Las Vegas, Grey's Anatomy och Law & Order: Special Victims Unit.
Han medverkar i filmen The Challenge med Mary-Kate och Ashley Olsen, Code Breakers, och hade en liten roll i Cloverfield. Han syns också i filmerna Kill Theory, The Informers och Fencewalker.
År 2008 fick han den återkommande rollen som "Juice" Ortiz i TV-serien Sons of Anarchy, hans mest kända roll hittills. Eftersom hans karaktär blev så omtyckt, blev Rossi uppgraderad till en huvudroll i andra säsongen och framåt.

### Privatliv
Förutom att skådespela och utveckla andra projekt, blir Rossi inblandad med män och kvinnor i militären, med sina medspelare från Sons of Anarchy Kim Coates, Dayton Callie och Ron Perlman. Eftersom Rossi är en ambassadör till Boot Campaign, arbetar han direkt med flera organisationer som hjälper att samla in pengar till sårade soldater och de som återvänder med posttraumatiskt stressyndrom (PTSD). Mellan säsongerna reser Rossi till olika baser för att besöka USA:s militära män och kvinnor regelbundet.
Några dagar innan orkanen Sandy slog till Staten Island grundade Rossi med andra vänner och familj Staten Strong, ett program som administreras av Boot Campaign. Staten Strong gjorde sitt första officiella uttalande en vecka efter att orkanen Sandy hade härjat. De har byggt upp ett flertal hem för drabbade.
Rossi grundade också Dos Dudes Pictures med flera av hans vänner 2011. Det finns idag en dokumentär och deras första långfilm är på gång i år.

## Filmografi

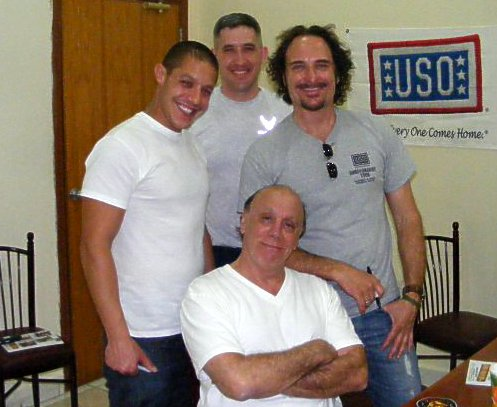
Theo Rossi (t.v) med Dayton Callie (mitten), Kim Coates (t.h) och en militär (bak) i Kuwait 2010.

### Film
| År   | Titel         | Roll           | Notering        |
| ---- | ------------- | -------------- | --------------- |
| 2001 | The Myersons  | Montilli       |                 |
| 2003 | The Challenge | Anthony        |                 |
| 2004 | Buds for Life | Teddy          |                 |
| 2008 | Cloverfield   | Antonio        |                 |
| 2008 | Kill Theory   | Carlos         |                 |
| 2009 | The Informers | Spaz           |                 |
| 2009 | Red Sands     | Pfc. Tino Hull |                 |
| 2009 | Space         | Mike           | Kort skräckfilm |
| 2013 | Meth Head     | Carlos         |                 |

### Television
| År        | Titel                                    | Roll                      | Notering   |
| --------- | ---------------------------------------- | ------------------------- | ---------- |
| 2001–2002 | Boston Public                            | Brandon Webber            | 2 avsnitt  |
| 2002      | Big Shot: Confessions of a Campus Bookie | The Mook                  | TV-film    |
| 2002      | Malcolm - Ett geni i familjen            | Senior                    | 1 avsnitt  |
| 2004      | På spaning i New York                    | Pete Amici                | 1 avsnitt  |
| 2004      | Medical Investigation                    | Joe Vasquez               | 1 avsnitt  |
| 2004      | Drömmarnas tid                           | Bobby Santos              | 2 avsnitt  |
| 2005      | Blind Justice                            | Eric Fitzgerald           | 1 avsnitt  |
| 2005      | Veronica Mars                            | Norris Clayton            | 1 avsnitt  |
| 2005      | House of the Dead 2                      | Greg Berlin               | TV-film    |
| 2005      | Code Breakers                            | Desantis                  | TV-film    |
| 2006      | Jane Doe: Yes, I Remember It Well        | Antonio Ruiz              | TV-film    |
| 2006      | Brottskod: Försvunnen                    | Corey Williams            | 1 avsnitt  |
| 2006      | Lost                                     | Sgt. Buccelli             | 1 avsnitt  |
| 2006      | Heist                                    | Vinny Momo                | 2 avsnitt  |
| 2006      | The Unit                                 | Mike                      | 1 avsnitt  |
| 2006      | Bones                                    | Nick Arno                 | 1 avsnitt  |
| 2006      | Jericho                                  | Randy Payton              | 1 avsnitt  |
| 2007      | Nurses                                   |                           | TV-film    |
| 2007      | Shark                                    | Danny Vargas              | 1 avsnitt  |
| 2007      | Las Vegas                                | Jason Scott               | 2 avsnitt  |
| 2007      | Grey's Anatomy                           | Stan Giamatti             | 2 avsnitt  |
| 2008–2014 | Sons of Anarchy                          | Juan Carlos "Juice" Ortiz | 93 avsnitt |
| 2009      | Terminator: The Sarah Connor Chronicles  | Lieutenant Dietze         | 2 avsnitt  |
| 2009      | CSI: Miami                               | Jimmy Castigan            | 1 avsnitt  |
| 2010      | Lie to Me                                | Officer Tressler          | 1 avsnitt  |
| 2012      | Hawaii Five-0                            | Sal Painter               | 1 avsnitt  |
| 2012      | Alcatraz                                 | Sonny Burnett             | 2 avsnitt  |
| 2013      | Law & Order: Special Victims Unit        | Enrique Rodriguez         | 1 avsnitt  |